# Chadwick Stokes
Chad (Chadwick) Stokes Urmston, né le 26 février 1976, est un musicien américain et militant des droits humains. Il est le leader des groupes Dispatch et State Radio de Boston et mène une carrière solo sous le nom de Chadwick Stokes.

## Discographie

### Chadwick Stokes

#### Albums studios
- 2011 : Simmerkane II - Nettwerk Records
- 2012 : Simmerkane I and the Fall River Sybils - Ruff Shod Records
- 2015 : The Horse Comanche - Ruff Shod Records
- 2019 : Chadwick Stokes & The Pintos - Ruff Shod Records

#### Albums live et EP
- 2009 : Live At the Brattle Theater
- 2011 : Live At the Armory
- 2015 : EP The Horse Comanche B Sides (The Story of Bobby and Maeve)

#### Singles
- 2011 : Back to the Races
- 2015 : Home That Never Was

### State Radio

#### Albums studios
- 2006 : Us Against the Crown
- 2007 : The Barn Sessions
- 2007 : Year of the Crow
- 2009 : Let It Go U.S. #96[1]
- 2012 : Rabbit Inn Rebellion

#### Albums live et EP
- 2005 : Live at the Sync
- 2009 : State of Georgia EP
- 2011 : Live At the Boston Pavilion

#### EP
- 2002 : Flag of the Shiners EP
- 2004 : Simmer Kane EP
- 2005 : Peace Between Nations EP
- 2007 : Wicker Plane EP
- 2009 : Calling All Crows EP

#### Singles
- 2007 : Gang of Thieves
- 2008 : Knights of Bostonia